# Kirchberg am Wechsel
Kirchberg am Wechsel je městys v okrese Neunkirchen v rakouské spolkové zemi Dolní Rakousy.

## Geografie
Kirchberg am Wechsel leží v Industrieviertelu (Průmyslové čtvrti) asi 100 km od Vídně v údolí potoka Otterbach, který se na východním konci Kirchbergu spojuje s „Molzbachem“ k Feistritzu, u úpatí kopce Wechsels. Plocha městyse je 51,17 kilometrů čtverečních a 67,95 % plochy je zalesněno.

### Katastrální území
Městys Kirchberg am Wechsel se člení na šest katastrálních území:
- Alpeltal
- Kirchberg s místními částmi
  - Au
  - Markt
  - Molz
  - Rammergraben
  - Sachsenbrunn
  - Sellhof
  - Stein
  - Tratten
  - Weyer
  - Wieden Wiese
- Kranichberg s místními částmi
  - Baumtal
  - Eselberg
  - Friedersdorf
  - Kiengraben
  - Oberer Kirchbgraben
  - Kreith
  - Kreithberg
  - Pucha
  - Pyhra
  - Rams
- Lehen s místními částmi
  - Nebelsbach
  - Steinbach
- Molzegg s místními částmi
  - Kampsteiner Schwaig
  - Kreuzbauern
  - Molz
  - Steyersberger Schwaig
- Ofenbach s místními částmi
  - Eigenberg
  - Wieden

Samostatným katastrálním územím jsou lesy různých velikostí. Jejich plochy jsou většinou lesnaté
- Alpeltal
- Lehen
- Ofenbach

Čtvrtina ploch je zemědělsky využita na pole a louky.

## Historie
Rakouské obce mají dějiny stejně proměnlivé jako jsou dějiny celého Rakouska.
Zakladatelem kostela v zastavěné části byl kolem roku 970 podle pověsti Svatý Wolfgang (asi 924-994). Trvalé osídlení území bylo ve 12. století. Roku 1216 byl položený základní kámen pozdějšího augustiniánského kláštera díky pánů z „Kranichbergu“.
Název Kirchberg byl poprvé v listině uvedený (Kyperk) v roce 1232. Údaj o datu povýšení místa na městys není známo; v každém případě to bylo před rokem 1386.
V roce 1404 je uveden kostel svatého Wolfganga jako kaple.
V letech 1472 a 1473 bylo místo postiženo morovou epidemií.
Během prvního obléhání Vídně (1529) Turky byla obec, klášter a kostel vypáleny. Po obnově kláštera musely sestry roku 1554 utéci před morovou epidemií. Z různých zpráv o moru byl uvedený také učitel, což dokazuje že již byla v obci škola.
Roku 1656 císař Ferdinand III. (1608-1657) potvrdil erbovní listinu o udělení trhových práv.
V následujícím roce byl klášter přestavěný do dnešního stavu.
Během druhého obléhání Vídně Osmany místní obyvatelé uprchli do opevněného území kolem kostela a kláštera a nedošlo tentokrát k požáru.
V letech 1713 a 1714 udeřil znovu mor. Pro připomenutí těchto událostí byl postaven morový sloup na hlavním náměstí.
V letech 1754 až 1756 byl gotický farní kostel zbouraný a postavili nový, barokní. V roce 1829 došlo k požáru až na přilbici věže, je stavební stav do dneška nezměněný.
V roce 1782 za Josefa II. (1741-1790) došlo ke zrušení kláštera. Ve stejném roce byl kostel svatého Wolfganga také zrušený a v roce 1796 byly pilíře kostela odstřeleny.
V průběhu koaliční války došlo v roce 1805 a znovu opakovaně zase v roce 1809 k drancování.
V letech 1814 a 1833 došla na obec katastrofální povodeň.
V roce 1850 došlo ke sloučení obcí Kirchberg am Wechsel, Kranichberg a Molzegg.
V letech 1859 až 1868 byl znovu postaven kostel svatého Wolfganga; roku 1918 byl však úderem blesku zapálený, ale byl znovu restaurovaný.
Od roku 1999 dominikánský klášter je užívaný jako duchovní centrum.

## Politika
Starostou městyse je Willibald Fuchs a vedoucím kanceláře Christian Züttl.
V zastupitelstvu obce je 21 křesel, která jsou po volbách provedených 14. března 2010 podle získaných mandátů rozdělena takto:
- ÖVP 14
- SPÖ 4
- FPÖ 3

## Pamětihodnosti
- Barokní farní kostel svatého Jakuba (1754/55)
- Někdejší klášter (od 1236 do 1782)
- Pozdně gotický dřívější opevněný kostel svatého Wolfganga (kolem 1420)
- Kranichberg (hrad)
- Kostel svatého Filipa v Kranichbergu
- Saská kašna
- Křížová cesta
- Mariánský sloup na hlavním náměstí (1713)
- Rozhledna Kernstocka (1848-1928)
- Jeskyně Hermannshöhle, velká krápníková jeskyně v Dolních Rakousích
- Tisíciletá lípa
- Hřbitovní kostel
- Domov svaté Kláry
- Kapličky a kříže u cest

## Školy
- Lidová škola Kirchberg am Wechsel, Markt 300
- Hlavní škola Kirchberg am Wechsel, Markt 106
- Všeobecná zvláštní škola Kirchberg am Wechsel, Markt 300
- Gymnázium a reálné gymnázium Sachsenbrunn arcidiecéze vídeňské

## Hospodářství a infrastruktura
Nezemědělských pracovišť bylo v roce 2001 104, zemědělských a lesnických pracovišť bylo v roce 1999 138. Počet výdělečně činných osob v místě bydliště bylo v roce 2001 1069, tj. 47,2 %.
Zejména letní turistika (asi 55 000 osob) je pro místo důležitá stejně jako ubytování. Kirchberg má ale i dva lyžařské vleky.

## Farní úřad
Farní úřad Kirchberg am Wechsel patří pod vikariát pod Winerwald děkanát Kirchberg. Kostel apoštola svatý Jakuba Většího

## Spolky
Spolky v Kirchbergu am Wechsel mají dlouholetou tradici. V této době jsou aktivní následující spolky.
- Sbor dobrovolných hasičů Kirchberg am Wechsel - založený 1873
- Hudební spolek v Kirchberg am Wechsel - založený 1876
- Spořitelní pokladna v Kirchberg am Wechsel (Reg. Genossenschaft m.b.H.) - založená 1895
- Rakouský spolek přátel, obecní skupina Kirchberg am Wechsel - založený 1904
- Lesnické a pastvinářské bratrstvo Molzegg (Reg. Gen. m.b.H.) - založené 1929
- Dolnorakouský Imkerbund, obecní skupina Kirchberg am Wechsel - založená 1938
- Místní skupina Kirchberg am Wechsel und Umgebung válečných invalidů a tělesně postižených pro Vídeň, Dolní Rakousy a Burgenland - založený 1946
- Union-Sportovní spolek Raiffeisen Kirchberg am Wechsel - založený 1947
- Sdružení rodičů lidové, hlavní a zvláštní školy Kirchberg - založený 1953
- Dolnorakouský skautský spolek, skupina Kirchberg am Wechsel - založený 1971
- Spolek přátel kostela svatého Wolfganga - založený 1971
- Turistický spolek Kirchberg am Wechsel - založený 1972
- Rakouská společnost “Ludwiga Wittgensteina - založená 1974
- První Kirchberský tenisový klub - založený 1979
- Klub šachistů Kirchberg am Wechsel - založený 1980
- Cyklistický klub RC Drahtesel Kirchberg - založený 1983
- Zemská mládež - založený 1984
- Střelecký spolek Union - založený 1987
- Skupina lidového tance Kirchberg am Wechsel - založený 1991
- Kirchberský spolek pro obecní rozvoj a inovaci - založený 1992